# Пионерская улица (Пушкин)
Пионе́рская у́лица — улица в городе Пушкине (Пушкинский район Санкт-Петербурга). Проходит в Новосёлках от улицы Ломоносова до Гражданской улицы.
Название появилось в 1950-х годах. Дано в честь Всесоюзной пионерской организации.